# Albert Prince-Cox
Albert Prince-Cox (Southsea, 1890. augusztus 8. – Bristol, 1967. október 26.)  angol ökölvívó, nemzetközi labdarúgó-játékvezető, menedzser, játékos. Polgári foglalkozása meteorológus.

## Pályafutása

### Nemzeti játékvezetés
Játékvezetésből Winchesterben vizsgázott. Vizsgáját követően a Hampshire megyei Labdarúgó-szövetsége által üzemeltetett labdarúgó bajnokságokban kezdte sportszolgálatát. Az Angol Labdarúgó-szövetség Játékvezető Bizottságának (JB) minősítésével a Premier League játékvezetője. Küldési gyakorlat szerint rendszeres partbírói szolgálatot is végzett. A nemzeti játékvezetéstől 1930-ban visszavonult.

### Nemzetközi játékvezetés
Az Angol labdarúgó-szövetség JB  terjesztette fel nemzetközi játékvezetőnek, a Nemzetközi Labdarúgó-szövetség (FIFA) 1926-tól tartotta nyilván bírói keretében. A FIFA JB központi nyelvei közül az angolt beszélte. Több nemzetek közötti válogatott, valamint Bajnokok Tornája és egyéb klubmérkőzést vezetett, vagy működő társának partbíróként segített. 15 országba 32 nemzetközi mérkőzést irányított. A  nemzetközi játékvezetéstől 1930-ban búcsúzott. Válogatott mérkőzéseinek száma: 14

#### Európa-kupa
| Időpont             | Helyszín                         | Mérkőzés típusa | Mérkőzés                                                | Partbírók                     | Eredmény | Nézők száma |
| ------------------- | -------------------------------- | --------------- | ------------------------------------------------------- | ----------------------------- | -------- | ----------- |
| 1927. szeptember 5. | Üllői úti Stadion, Budapest      | csoportmérkőzés | Magyar labdarúgó-válogatott–Ausztria                    | Ábrai Zsigmond/Boronkay Gábor | 5 – 3    | 38 000      |
| 1927. november 6.   | Renato dall`Ara Stadion, Bologna | csoportmérkőzés | Olaszország–Osztrák labdarúgó-válogatott                |                               | 0 – 1    | 30 000      |
| 1929. április 7.    | Hohe Warte Stadion, Bécs         | csoportmérkőzés | Osztrák labdarúgó-válogatott–Olasz labdarúgó-válogatott |                               | 3 – 0    | 50 000      |

#### A magyar labdarúgó-válogatott mérkőzései (1902–1929)
| Időpont            | Helyszín              | Mérkőzés típusa          | Mérkőzés                          | Partbírók | Eredmény | Nézők száma |
| ------------------ | --------------------- | ------------------------ | --------------------------------- | --------- | -------- | ----------- |
| 1926. december 19. | Városi Stadion, Vigo  | 120. válogatott mérkőzés | Spanyolország–Magyarország        |           | 4 – 2    | 15 000      |
| 1930. április 13.  | Városi Stadion, Bázel | 138. válogatott mérkőzés | Svájc–Magyar labdarúgó-válogatott |           | 2 – 2    | 20 000      |

## Sportvezetőként
A Bristol Rovers egyesület hatodik menedzsere, tevékenységét 1930-1936 között 273 mérkőzésen végezhette: 108 győzelem, 103 döntetlen és 62 vereség lett a mérlege.

## Külső hivatkozások
- Albert Prince-Cox. World Referee. [2012. október 2-i dátummal az eredetiből archiválva]. (Hozzáférés: 2012. február 24.)
- Albert Prince-Cox. footballzz.com. (Hozzáférés: 2012. február 24.)
- Albert Prince-Cox. eu-football.info. (Hozzáférés: 2012. február 24.)